# Zell am Ziller
Zell am Ziller is een gemeente in de Oostenrijkse deelstaat Tirol, en maakt deel uit van het district Schwaz.
Zell am Ziller telt 1824 inwoners.
In Zell am Ziller vindt jaarlijks in de dagen voor de eerste zondag van mei het Gauderfest, het oudste volksfeest van Tirol, plaats. Verder zijn er het Freizeitpark Zell, voorzien van een buitenzwembad en verschillende sportgelegenheden. Ook is er de mogelijkheid tot wandelen en fietsen.
De Zillertal-Arena is in 2000 samengegaan met het skigebied Zell am Ziller, Gerlos en Königsleiten en is het grootste skigebied van het Zillertal.

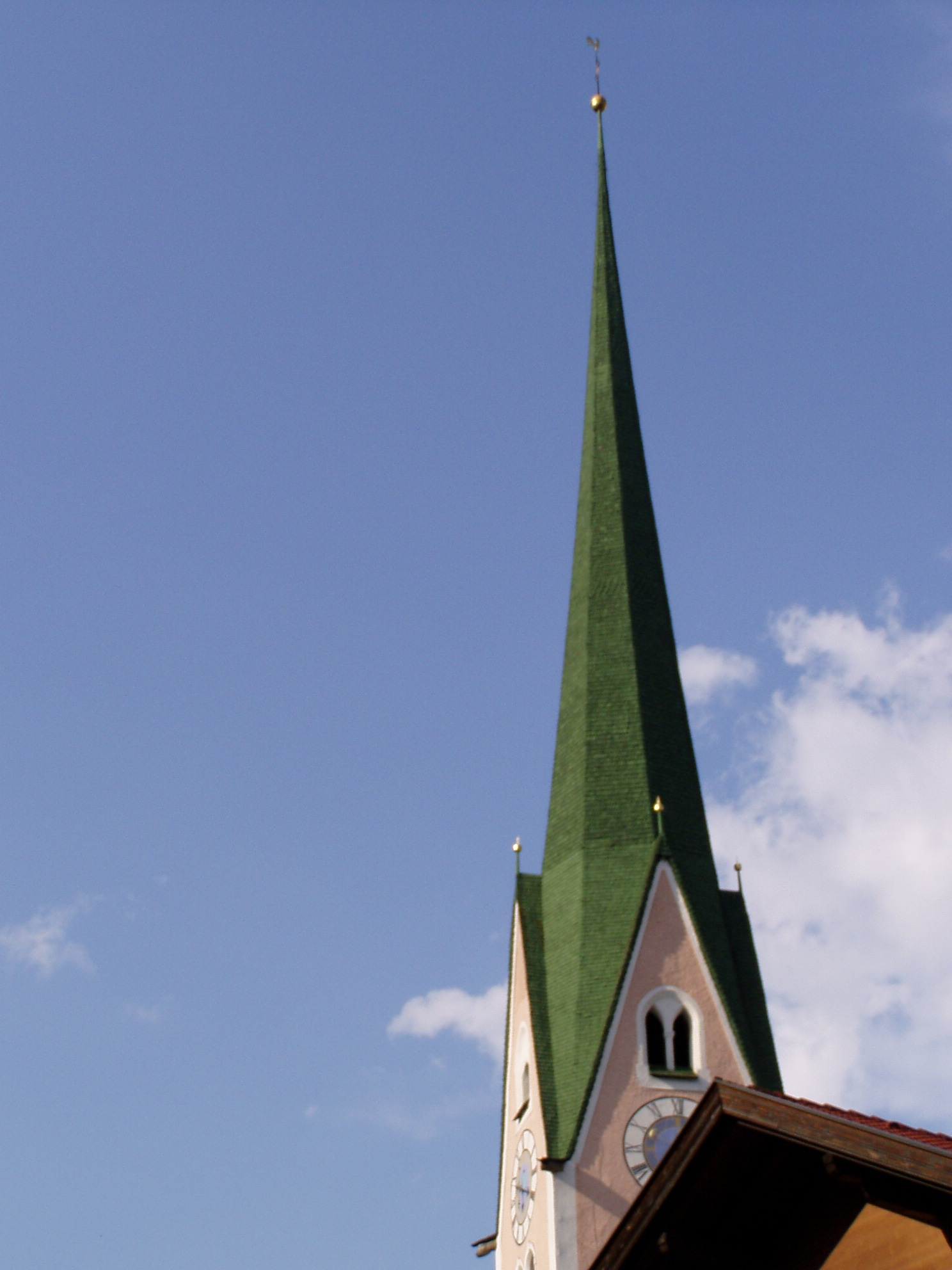
De gedraaide toren van de parochiekerk

Achenkirch · 
Aschau im Zillertal · 
Brandberg · 
Bruck am Ziller · 
Buch  in Tirol · 
Eben am Achensee · 
Finkenberg · 
Fügen · 
Fügenberg · 
Gallzein · 
Gerlos · 
Gerlosberg · 
Hainzenberg · 
Hart im Zillertal · 
Hippach · 
Jenbach · 
Kaltenbach · 
Mayrhofen · 
Pill · 
Ramsau im Zillertal · 
Ried im Zillertal · 
Rohrberg · 
Schlitters · 
Schwaz · 
Schwendau · 
Stans · 
Steinberg am Rofan · 
Strass im Zillertal · 
Stumm · 
Stummerberg · 
Terfens · 
Tux · 
Uderns · 
Vomp · 
Weer · 
Weerberg · 
Wiesing · 
Zell am Ziller · 
Zellberg
- Gemeinsame Normdatei: 4122747-5
- Library of Congress Control Number: n79008849
- MusicBrainz: daa87a79-3916-4e1a-a63d-9cacc2c64580
- Nationale Bibliotheek van Israël: 987007552643705171
- Virtual International Authority File: 142533916
- WorldCat: E39PBJr7Y3mdbvvKyVPMjXWdQq